# La marca del deseo
La marca del deseo es una telenovela colombiana producida por Fox Telecolombia para RCN Televisión y Telefutura en 2007. Su adaptación a cargo de la guionista chilena Daniella Castagno y dirigida por Rodrigo Triana. Está basada en Las Juanas de 1997, por el mismo Bernardo Romero Pereiro.
Esta protagonizada por Stephanie Cayo, Juan Alfonso Baptista, Heidy Bermúdez, Juan Sebastián Aragón, Mimi Morales, Pedro Palacio, Sara Corrales, Gabriel Valenzuela, María Elisa Camargo y Lucas Velázquez. Con las participaciones antagónicas de Katie Barberi, Ana Rivera y Orlando Miguel con las actuaciones estelares de Nórida Rodríguez, Marcelo Buquet y Sandra Beltrán.
La historia se desarrolla en un lugar ficticio llamado Pueblo Escondido, un sitio representativo del Caribe Colombiano. Las grabaciones se hicieron en Taganga, Ciénaga, Santa Marta, el parque nacional natural Tayrona y otras partes de la región Caribe colombiana.
Es de hacer notar que es la primera producción de RCN Televisión en la cual aparece la figura del asesor vocal, cuya responsabilidad es trabajar en la correcta emisión vocal de los actores y lograr una estandarización de acento. El responsable de la asesoría vocal fue José Antonio Falconi, quien realizó un notable trabajo con un elenco de varias nacionalidades, entre las cuales se encontraban actores de Uruguay, Paraguay, Chile, Perú, Colombia, México, Venezuela, Cuba y Ecuador.

## Argumento
El día de la boda de Reynaldo Santibáñez y Digna Nurey, llega una bruja llamada Carmenza, quien se quiere vengar de Reynaldo ya que éste dejó embarazada a su hija Lucero y ésta acababa de morir con su hijo en el parto. Por ello Carmenza maldice a la pareja, diciéndole "tu vida estará marcada por el deseo, por cada pieza de felicidad habrá un intenso dolor", y tras decir esto se va o al me
nos eso dice la leyenda alrededor
de la historia . Los novios no le dan importancia a la sentencia y se casan de todas maneras . 
Treinta años después la maldición parece no haberse cumplido debido a que ellos tuvieron un hijo , pero como toda leyenda parece haber algo de verdad en la historia ya que a pesar de tenerlo todo , el matrimonio no es feliz . En cambio Luis Eduardo , el hijo de Reynaldo y Digna , es un chico trabajador y atractivo que vuelve a reunirse con sus padres tras terminar sus estudios universitarios, y quiere ayudar a Reynaldo en "El Tesoro" una isla propiedad de la familia Santibáñez .
Digna siempre ha odiado el tesoro y Reynaldo no pudiendo mantener la propiedad ha decidido vender la isla a Alfredo y a su madrastra Leoparda, Luis Eduardo, al no querer eso, va al Tesoro a tratar de impedirlo pero Reynaldo está decidido a venderla y extrañamente mientras eso ocurre le cae un rayo , lo más extraño de todo es que a excepción de unas quemaduras , el está completamente ileso , el ve esto como una señal divina mas cuando Carmenza le dice que él tiene otros hijos por los que deberá luchar por su cariño .
Mientras todo esto sucede , en otra parte de Colombia , María Valentina , una bella , audaz y astuta mujer , llega a su casa y encuentra a su madre moribunda y está le cuenta que está viva de milagro , algo que hasta los propios doctores le dijeron y le dice que enrealidad su verdadero padre se llama Reynaldo Santibáñez y está le pide que lo vaya a buscar a pueblo escondido está acepta y junto con una amiga van a pueblo escondido .
En el camino hasta ese lugar se topa con dos veces Luis Eduardo , una mientras caminaba y este casi la atropella y otra mientras andaba en un barco y casi se ahoga por culpa de un alacrán, en esta ellos terminan en el Tesoro y este le presenta el lugar en donde ellos coquetean y se enamoran , lo que ellos no saben es que su padre es el mismo aparentemente, cuando los dos se dan cuentan de esto, ninguno de los dos sabrá que hacer .
Reynaldo les pedirá buscar a sus otros hermanos o hermanas , siendo que enrealidad el le fue infiel 5 veces a su esposa y arrepentido decide darles todo a estos hijos, si es que existen , estos aceptan llevar a cabo la tarea , la sufre todo es Digna que acusa de infiel a Reynaldo .
Sorpresivamente cada una de las mujeres tuvieron hijas y curiosamente todas se llaman María , eso sí cada una tiene una personalidad completamente opuesta : Maria Claridad es la más pura y sensata de todas y se dedica a la adivinación , Maria Canela es la más inocente y ingenua de todas las hermanas , Maria Soledad es la más rebelde e interesada y se dedica a la mecánica y Maria Alegría es la más alegre y adora la música y el baile . 
A Maria Valentina en cambio le tocará olvidar a Luis Eduardo, ya que este se casará con Ursula, una cruel , manipuladora, Mimada y hermosa mujer que es la hija del alcalde de "pueblo escondido" y que tiene un secreto: mantuvo un amorío con Alfredo mientras Eduardo no estaba , en cambio Alfredo esta dispuesto a todo para tener el Tesoro, y por esto, trata de enamorar a Maria Valentina para así acercarse más a la familia Santibáñez mientras es amante de Maria Soledad y Úrsula , y así todas las marias tratan de sobresalir en su vida amorosa y familiar, y Maria Valentina, tratará de hacer todo lo posible por olvidar a Luis Eduardo, hasta que este se entera de que él realidad no es hijo de Reynaldo ...

## Elenco
- Stephanie Cayo - María Valentina Santibáñez Márquez
- Juan Alfonso Baptista - Luís Eduardo Santibáñez Nurey
- Orlando Miguel - Alfredo Pardo
- Marcelo Buquet - Reynaldo Santibáñez
- Katie Barberi - Digna Nurey de Santibáñez
- Mimi Morales - María Soledad Santibáñez
- Pedro Palacio - Gabriel Santamarina
- Heidy Bermúdez - María Canela Santibáñez
- Juan Sebastián Aragón - Martín Laguna
- Sara Corrales - María Claridad Santibáñez
- Gabriel Valenzuela - Esteban Falcón
- María Elisa Camargo - María Alegría Santibáñez
- Fernando Solórzano - Conrado
- Lucas Velázquez - Jaime Muñoz
- Nórida Rodríguez - Leoparda Pardo
- Ana Rivera - Úrsula Herrera
- Cristóbal Errazúriz - Vicente
- Florina Lemaitre - Margarita
- Sandra Beltrán - Linda Pardo
- Adriana Franco - Prudencia
- Constanza Gutiérrez - Carmenza Nurey
- Jessica Cediel - ella misma (último capítulo)
- Jesús David Forero - Lucas Laguna
- Guillermo Gálvez - Tomás

## Otras versiones
- La marca del deseo es una versión de Las Juanas, hecha por RCN Televisión en 1997. Protagonizada por Angie Cepeda y Rafael Novoa.
- También en 2004, la productora mexicana TV Azteca realiza su versión, también llamada Las Juanas. Protagonizada por Ana Serradilla y Andrés Palacios.
- En 2018, Nicandro Díaz produce Hijas de la luna para Televisa y protagonizada por Michelle Renaud y Danilo Carrera.